# Lars Bastrup
Lars Bastrup Jørgensen, más conocido como Lars Bastrup, (Levring, 31 de julio de 1955) es un exfutbolista danés que jugó de delantero. Destacó en su etapa en el Hamburgo S.V. de la Bundesliga, club con el que ganó la Copa de Europa 1982-83 tras derrotar en la final a la Juventus de Turín. Fue además el cuarto máximo goleador de esa edición igualado con Hans Krankl, Mirosław Tłokiński y Pedro Uralde, todos con cuatro goles.
Fue internacional con la selección de fútbol de Dinamarca.

## Palmarés

### Hamburgo
- Copa de Europa (1): 1983
- Bundesliga (2): 1982, 1983

## Clubes
| Club              | País      | Año         |
| ----------------- | --------- | ----------- |
| Silkeborg IF      | Dinamarca | 1973 - 1974 |
| IHF Aarhus        | Dinamarca | 1974 - 1975 |
| Kickers Offenbach | Alemania  | 1975 - 1977 |
| IHF Aarhus        | Dinamarca | 1977 - 1979 |
| AGF Aarhus        | Dinamarca | 1979 - 1981 |
| Hamburgo S.V.     | Alemania  | 1981 - 1983 |
| IK Skovbakken     | Dinamarca | 1983 - 1984 |
| Ikast FS          | Dinamarca | 1984 - 1986 |